# 下木頭村
下木頭村（しもきとうそん）は、徳島県海部郡にあった村。1929年7月1日に宮浜村に編入され消滅。

## 地理
- 河川：那賀川

## 歴史
- 1889年10月1日 - 町村制施行に伴い、海部郡古屋、大戸、小計、深森、川俣が合併し、下木頭村が成立。
- 1929年7月1日 - 宮浜村に編入され消滅。